# El cubo mágico
El cubo mágico es la segunda parte de la película de dibujos animados dirigida por Ángel Izquierdo. Dragon Hill, la colina del dragón en 2002.

## Sinopsis
Desde que el malvado mago Séptimus y su ayudante fueron desterrados de la Colina del Dragón, la vida allíes plácida y tranquila. Pero Séptimus encuentra el modo de regresar con la ayuda de un objeto maléfico y de un poder terrorífico que ha caído en sus manos: el Cubo Mágico. Ahora los habitantes de DragonHill y del mundo corren un gran peligro. 
El pequeño dragón Elfy, su amigo Kevin y su abuelo Ethelbert, el dragón guardián de la Colina, se enfrentan a nuevas y fantásticas aventuras luchando contra el mal.
- Datos: Q8773675